# Вежное (Смоленская область)
Вежное — деревня в Гагаринском районе Смоленской области России. Входит в состав Потаповского сельского поселения. Население — 24 жителя (2007). 
Расположена в северо-восточной части области в 10 км к юго-западу от Гагарина, в 5 км севернее автодороги М1 «Беларусь», на берегу реки Тока. В 5 км севернее деревни расположена железнодорожная станция Василисино на линии Москва — Минск. 

## История
В годы Великой Отечественной войны деревня была оккупирована гитлеровскими войсками в октябре 1941 года, освобождена в марте 1943 года. 